# Bente Varlemann
Bente Varlemann (* 15. Dezember 1985) ist eine deutsche Autorin und Lyrikerin.
Sie wuchs in Niedersachsen auf und lebt seit 2005 in Hamburg. Dort studiert sie Volkskunde, Kulturanthropologie und Germanistik. Sie ist Mitglied der Lesebühne Randale & Liebe im Hamburger Schauspielhaus und der Lesebühne Lesus Christus. Seit 2006 tritt sie auf Poetry-Slams und deutschsprachigen Lesebühnen auf und erhielt Preise für ihre Werke. Varlemann nahm 2008 und 2009 am German International Poetry Slam teil. Fernsehauftritte hatte sie bei der Slam Tour mit Kuttner (Sat.1 Comedy) und bei Lauter Lyrik (NDR). Am 18. April 2013 bezog sie mit ihrem Text „Was ich habe“, der auf zdf.kultur gesendet wurde, eine klar antisexistische Position.
Bente Varlemann verfasst Poesie und poetische Prosatexte. Zusammen mit Carmen Wegge tritt sie als „Le Poonie“ auf.

## Einzeltitel
- Bente Varlemann: Wenn man sich verlieben könnte… Hannover 2010, Hosentaschenverlag Hodemacher, ISBN 978-3-941938-17-5
- Bente Varlemann: Unser Verhältnis verhält sich verhalten. Reinbek 2013, Rowohlt Verlag (rororo), ISBN 978-3-499-62827-6*[7]

## Anthologien
- Volker Surmann (Hg.): Sex – Von Spaß war nie die Rede: Geschichten. Berlin 2008, Satyr-Verlag (ISBN 978-3-938625-47-7)
- Volker Surmann (Hg.): Sex – Von Spass war nie die Rede 2: Geschichten. Berlin 2009, Satyr-Verlag (ISBN 978-3-938625-57-6)
- Volker Surmann (Hg.): Sex – von Spass war nie die Rede. 2 Audio-CDs: Geschichten. Hörbuch, Berlin 2010, Satyr Verlag (ISBN 978-3-938625-98-9)

## Auszeichnungen
- 2008: Siegerin des Erotic Slams im Hamburger Schauspielhaus
- 2009: Finalsiegerin der Vorrunde des Bastardslam mit dem Gedicht Samstagnacht[8]
- 2009: Siegerin des Dezember Slam in der Volksbühne Berlin[9]
- 2010: Siegerin des Bergedorf Open Air Poetry Slam am 25. Juli 2010[10]
- 2010: Preis der Weidener Literaturtage
- 2011: Siegerin des Grend Slam Slam[11]
- 2012: Siegerin für das "Team Hamburg" beim Städte-Battle Hamburg vs. Berlin im Thalia Theater
- 2012: Siegerin des Erotic Slams im Hamburger Schauspielhaus